# Bathingbourne
Bathingbourne – osada w Anglii, na wyspie Wight. Leży 8 km na południowy wschód od miasta Newport i 123 km na południowy zachód od Londynu.